# Pere Teixidor

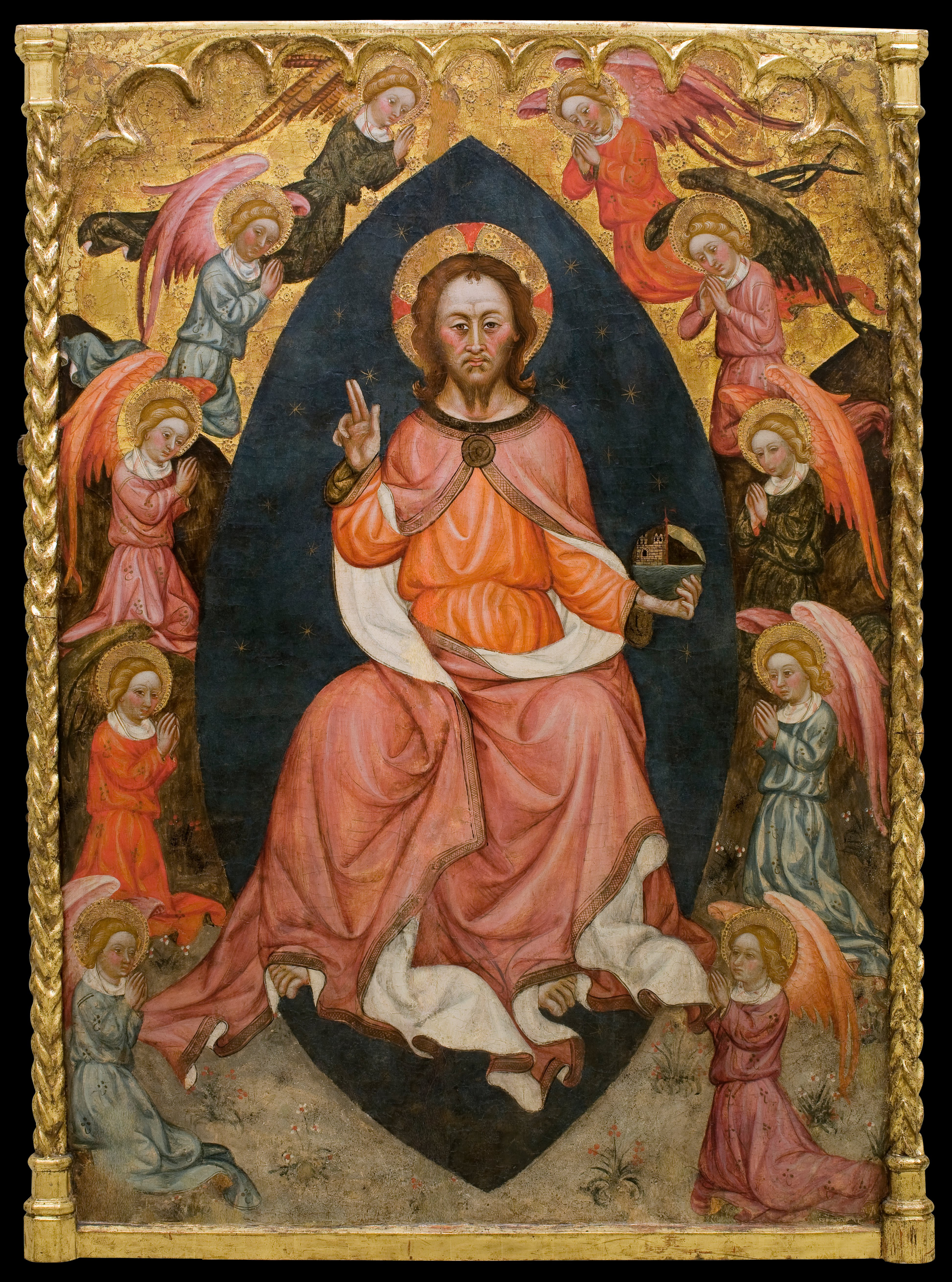
Maestro de Albatàrrec, ¿Pere Teixidor?, Salvador, temple y dorado con pan de oro sobre tabla, 183,3 x 134,3 cm, Barcelona, MNAC.

Pere Teixidor fue un pintor gótico con actividad documentada en Barcelona y Lérida de 1397 a 1446.

## Biografía

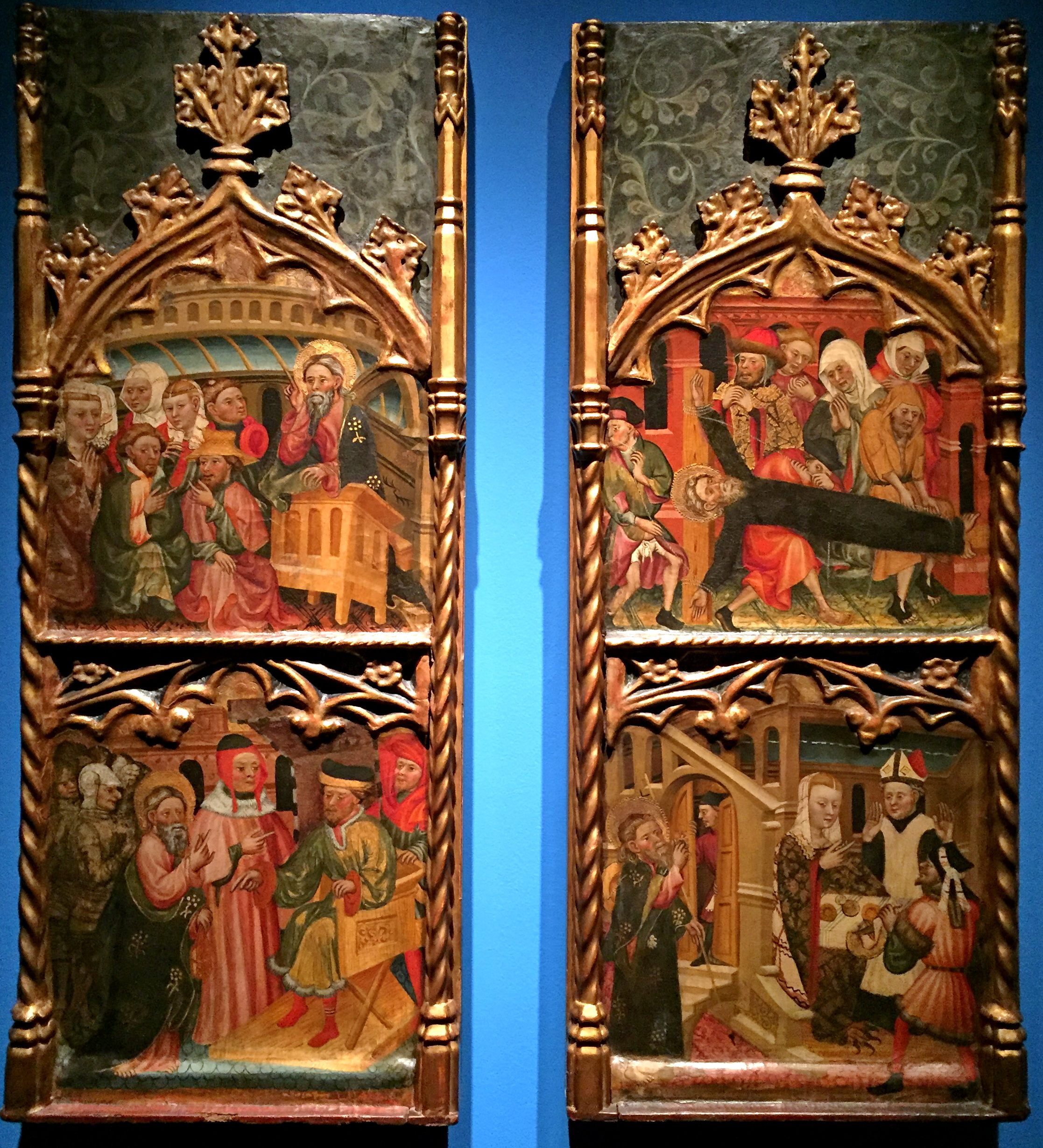
Maestro de Albatàrrec, ¿Pere Teixidor?, calles laterales de un retablo dedicado a san Andrés. MNAC.

No obstante estar considerado como el introductor y principal representante del estilo gótico internacional en Lérida, no ha sido posible atribuirle ninguna obra con entera seguridad, al no existir relación concluyente entre las obras documentadas a su nombre y las pinturas conservadas de aquella procedencia. Documentado por primera vez en Barcelona en 1397, inmediatamente aparece en Lérida, de donde probablemente fuese oriundo, con taller en el barrio de Cappont. En el gobierno municipal o Paeria de Lérida ocupó cargos de consejero en representación del estamento de los artesanos, pequeños comerciantes y payeses —la ma menor—, entre mayo de 1418 y marzo de 1419.
Hay constancia documental de algunas labores hechas para la catedral leridana, al menos desde 1419, y de retablos pintados para la Seo de Urgel, en el que trabajó entre 1431 y 1432, y la parroquial de Sucs, ahora integrada en el municipio de Lérida, contratado este en 1438. Según una noticia de 1439, recibió autorización para ocupar junto con Jaume Ferrer II unas dependencias en la planta superior de la Paeria para pintar y guardar retablos, aunque se desconoce el alcance y duración de dicha concesión.
Su fama se extendió también a tierras algo alejadas de Lérida, pues consta que en enero de 1427 recibió un segundo pago de 200 sous por el retablo mayor de la iglesia parroquial de San Jaime de Ulldemolins, y en 1438 cobró veinte libras por la pintura y dorado de un retablo dedicado a los santos Juanes (Juan Bautista y Juan Evangelista) con destino al convento franciscano de Montblanch en Tarragona, probablemente destruido con la ocupación francesa en 1809.
El último documento que da noticia de él, como testigo en un pleito, data de julio de 1447. Su hijo, Tomás Teixidor, pudo continuar con el taller familiar, aunque pronto desaparece de la documentación. También trabajó con los Teixidor, al menos hasta 1461, Joan Solivella, hijo de Guillem Solivella, escultor y maestro de obras de la Seo.
Ante la ausencia de obras seguras, se le ha atribuido un conjunto de obras reunidas en torno a un llamado Maestro de Albatàrrec, hipótesis planteada por Rosa Alcoy, pero no compartida por otros autores, como Isidre Puig, que prefieren relacionar esas obras con Jaume Ferrer I, como hicieran Chandler R. Post y José Gudiol. En el Museo Nacional de Arte de Cataluña se le atribuyen una tabla con el Salvador en mandorla rodeado de ángeles, encasamiento central de un retablo procedente de Estopiñán (Huesca), y cuatro episodios de la vida de san Andrés en dos tablas, calles laterales de un retablo dedicado al apóstol, de procedencia desconocida, obras relacionadas con el denominado Maestro de Albatàrrec.